# Bernard H.V-41
Dimensions
Le Bernard H.V-41 est un hydravion de course conçu par la Société des Avions Bernard pour le gouvernement afin de participer à la Coupe Schneider de 1929.

## Contexte historique
En octobre 1928, la France était doté d'un ministre de l'Air, Laurent Eynac, avec son propre budget financier. L'une des premières décisions prise par le nouveau ministre fut de financer la participation d'une équipe nationale à la Coupe Schneider qui devait avoir lieu l'année suivante à Calshot au Royaume-Uni. Le ministère fit appel à trois fabricants d'hydravions pour ce projet : 
- la Société des Avions Bernard (La Courneuve),
- Nieuport-Delage (Issy-les-Moulineaux et Argenteuil)
- et Blériot-SPAD (Suresnes),

ainsi qu'à trois motoristes : 
- Renault (Boulogne-Billancourt),
- Hispano-Suiza (Bois-Colombes)
- et Lorraine (Argenteuil).

Une section d'entrainement fut formée spécialement sur la lagune de Berre et décision fut prise de commander la construction de deux modèles d'hydravions de course à la société des Avions Bernard ainsi qu'un autre à Nieuport-Delage. Les deux projets Bernard furent désignés Bernard H.V-40 et H.V-41. Le projet Nieuport reçu le nom Nieuport-Delage NiD.450. Le H.V-40 était équipé d'un moteur radial Gnome-Rhône 9Kfr Mistral, tandis que le H.V-41 recevait un moteur en ligne Hispano-Suiza 12NS Special à refroidissement liquide. Ces moteurs devant fournir en théorie une puissance de 1000 ch. Les deux projets étaient dirigés par le chef concepteur de l'entreprise, l'ingénieur Georges Bruner (auteur du projet d'avion de chasse Bernard 20) assisté pour le H.V-41 par l'ingénieur Roger Robert.

## Conception et développement
Le H.V-41 était un hydravion monoplace de construction en bois à aile basse monoplan cantilever. Les deux flotteurs en métal étaient fixés sous le fuselage sur des bras en V inversés. Le moteur Spécial 12 cylindres à refroidissement liquide Hispano-Suiza 12Ns, développait une puissance de 1041 ch (746 kW) au niveau de la mer et entrainait une hélice bipale métallique. Le H.V-41 fut prêt pour les essais en juillet 1929, mais en raison de retards dans le développement du moteur, il ne put voler jusqu'au mois d'août. À la suite de l'accident sur le prototype du Nieuport-Delage NiD.62, qui entraina la mort du Lieutenant Florentin Bonnet, le gouvernement français décida de se retirer de la course de 1929. Le H.V-41 fut finalement utilisé pour l'entrainement des pilotes français de la Coupe Schneider de 1931. Par la suite, l'unique radiateur fut remplacé par deux radiateurs jumeaux au sommet de chaque paire de bras des flotteurs.

## Opérateurs
France
- SEHGV Section d’entraînement sur hydravions à grande vitesse